# Gretchen Goes to Nebraska
Gretchen Goes To Nebraska è il  secondo album in studio del gruppo musicale statunitense King's X, pubblicato nel 1989 dalla Megaforce Records.

## Tracce
1. Out of the Silent Planet – 5:23
2. Over My Head – 4:41
3. Summerland – 4:57
4. Everybody Knows a Little Bit of Something – 4:13
5. The Difference – 3:40
6. I'll Never Be the Same – 3:01
7. Pleyades – 3:48
8. Far, Far Away – 4:14
9. Don't Believe It – 3:15
10. Send a Message – 5:11
11. The Burning Down – 5:11

## Formazione

### Gruppo
- Doug Pinnick – voce, basso
- Ty Tabor – voce, chitarra
- Jerry Gaskill – voce, batteria